# Fântâna Mare, Tulcea
Fântâna Mare este un sat în comuna Ciucurova din județul Tulcea, Dobrogea, România.

## Toponimie
Denumirea turcească a localității este Bașpunar. Baș în limba turcă înseamnă cap, culme, principal,de frunte, din cap, început iar punar s-ar traduce prin fântână.